# چیلیمنی
چیلیمنی (به لاتین: Chilimny) یک منطقهٔ مسکونی در روسیه است که در استان آستراخان واقع شده‌است.